# Gonodrepanum torresae
Gonodrepanum torresae är en mångfotingart som beskrevs av Christoph D. Schubart 1945. Gonodrepanum torresae ingår i släktet Gonodrepanum och familjen orangeridubbelfotingar. Inga underarter finns listade i Catalogue of Life.